# NK Vitez
NK Vitez – bośniacki klub piłkarski, mający siedzibę w mieście Vitez.

## Historia
Chronologia nazw: 
- 1947–1948: NK Radnik Vitez
- 1948–1954: NK Sloga Vitez
- 1954–1967: NK Radnik Vitez
- 1967–2004: NK Vitez
- 2004–2009: NK Vitez FIS
- 2009–2011: NK Ecos Vitez
- 2012–...: NK Vitez

Klub został założony z inicjatywy grupy kibiców w 1947 roku jako NK Radnik Vitez. Nazwa Radnik oznacza pracownik. Zespół startował w lidze grupy Sarajewo i grał na prowizorycznym boisku. Po roku istnienia klub zmienił nazwę na NK Sloga Vitez. Ale w 1954 klub powrócił do starej nazwy, a w 1967 roku przyjął nazwę NK Vitez. Dwa razy „rycerze” (jak ich nazywają fani) mieli także nazwę sponsora w nazwie klubu. W latach 2004–2009 nazywał się NK Vitez FIS, a w 2009-2011 NK Ecos Vitez.
Pod koniec lat 80. zespół występował na poziomie federalnym byłej SFRJ. Największym sukcesem „rycerzy” jest gra w 1/16 finale Pucharu Jugosławii przeciwko NK Rijeka w sezonie 1983/84. Po bezbramkowym remisie dopiero w rzutach karnych pierwszoligowy klub pokonał Vitez.
Po rozpadzie Jugosławii od sezonu 1994/95 klub rywalizował w chorwackiej pierwszej lidze Herceg-Bosna (najpierw w grupie Srednja Bosna, a od 1996/97 w jedynej lidze). Po połączeniu ligi chorwackiej oraz bośniackiej (Prva nogometna liga Federacije Bosne i Hercegovine) została utworzona Premijer liga w sezonie 2000/01. Klub został zakwalifikowany do pierwszej ligi Federacji Bośni i Hercegowiny. W sezonie 2002/03 zespół zajął 11 miejsce i spadł do drugiej ligi FBiH. W następnym sezonie zdobył mistrzostwo w grupie center 1B i w barażach zdobył awans do pierwszej ligi. W sezonie 2005/06 zajął 12 miejsce i ponownie spadł do drugiej ligi FBiH. Tym razem potrzebował dwa lata aby powrócić w 2008 do pierwszej ligi, ale po dwóch sezonach ponownie spadł do drugiej ligi. W 2011 aby wejść do pierwszej ligi musiał zagrać play-off z NK Podgrmeč Sanski Most, pierwszy mecz Vitez wygrał 5:1, a w rewanżu zremisował 2:2, co pozwoliło powrócić do pierwszej ligi Federacji Bośni i Hercegowiny. W sezonie 2012/13 zdobył tytuł mistrza Pierwszej Ligi Federacji Bośni i Hercegowiny i awansował do Premijer ligi.

## Sukcesy

### Trofea międzynarodowe
Nie uczestniczył w rozgrywkach europejskich (stan na 31-05-2013).

### Trofea krajowe
Bośnia i Hercegowina
| \| \| Zdobyte trofea w rozgrywkach Bośni i Hercegowiny (stan na: 31-05-2013) \| |                                                                        |      |          |
| Rozgrywki                                                                       | Osiągnięcie                                                            | Razy | Sezon(y) |
| Mistrzostwo                                                                     | I miejsce                                                              | 0    |          |
| Mistrzostwo                                                                     | II miejsce                                                             | 0    |          |
| Mistrzostwo                                                                     | III miejsce                                                            | 0    |          |
| Mistrzostwo                                                                     | ? miejsce                                                              | 1    | 2014     |
| Puchar                                                                          | zdobywca                                                               | 0    |          |
| Puchar                                                                          | finalista                                                              | 0    |          |
| Puchar                                                                          | 1/8 finału                                                             | 1    | 2001     |
| II liga                                                                         | I miejsce                                                              | 1    | 2013     |
| II liga                                                                         | II miejsce                                                             | 0    |          |
| II liga                                                                         | III miejsce                                                            | 1    | 2012     |
| Bośnia i Hercegowina                                                            | Zdobyte trofea w rozgrywkach Bośni i Hercegowiny (stan na: 31-05-2013) |      |          |

- Puchar Herceg-Bosne (chorwackie kluby):
  - półfinalista (1): 1999

Jugosławia
| \| \| Zdobyte trofea w rozgrywkach Jugosławii (stan na: 31-05-1992) \| |                                                               |      |          |
| Rozgrywki                                                              | Osiągnięcie                                                   | Razy | Sezon(y) |
| Mistrzostwo                                                            | I miejsce                                                     | 0    |          |
| Mistrzostwo                                                            | II miejsce                                                    | 0    |          |
| Mistrzostwo                                                            | III miejsce                                                   | 0    |          |
| Puchar                                                                 | zdobywca                                                      | 0    |          |
| Puchar                                                                 | finalista                                                     | 0    |          |
| Puchar                                                                 | 1/16 finału                                                   | 1    | 1984     |
| II liga                                                                | I miejsce                                                     | 0    |          |
| II liga                                                                | II miejsce                                                    | 0    |          |
| II liga                                                                | III miejsce                                                   | 0    |          |
|                                                                        | Zdobyte trofea w rozgrywkach Jugosławii (stan na: 31-05-1992) |      |          |

## Stadion
Klub rozgrywa swoje mecze domowe na stadionie Gradskim w Vitezie, który może pomieścić 3500 widzów.